# Passau Hauptbahnhof

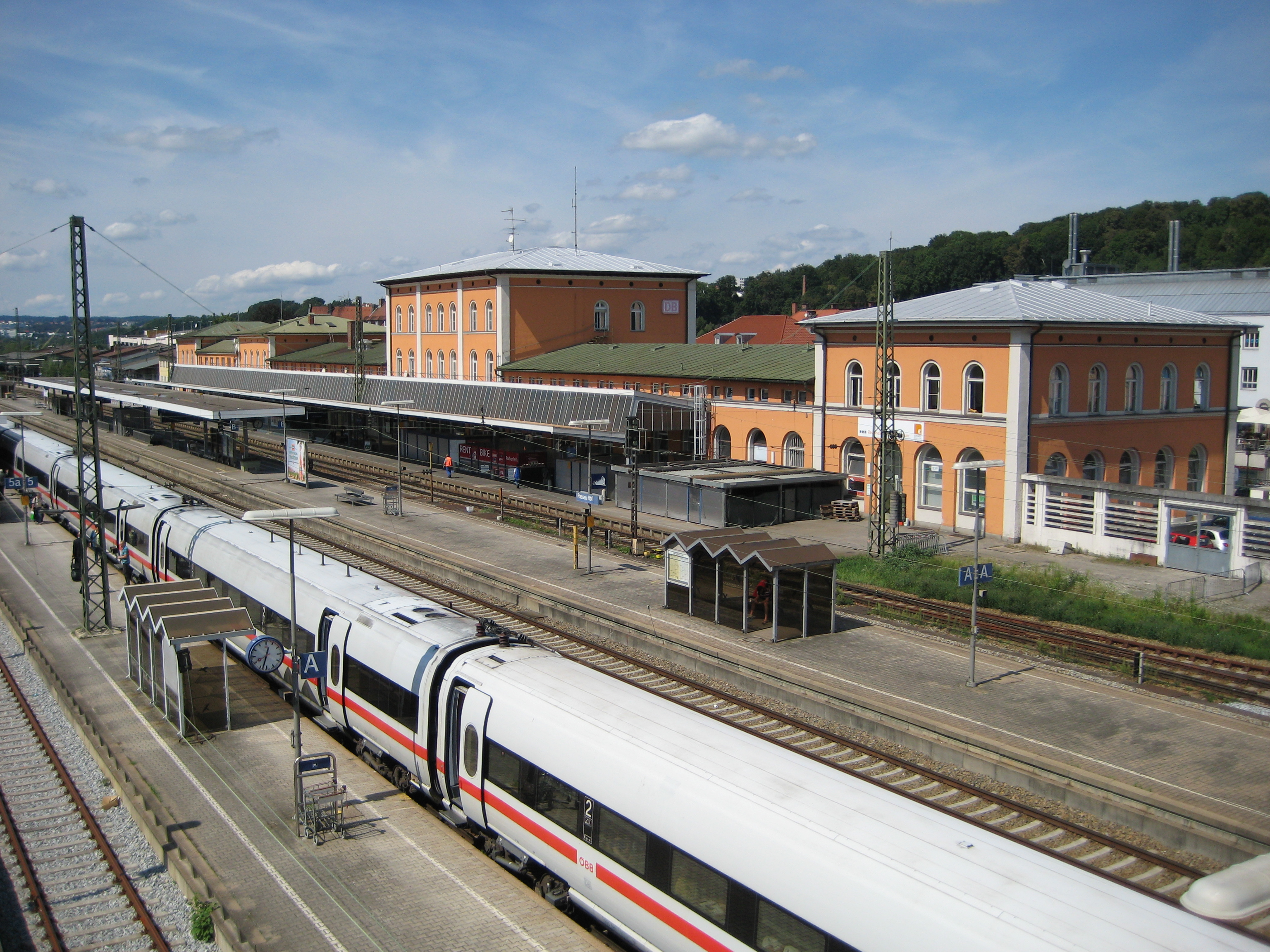
Bahnsteige und Südseite des Hauptgebäudes vor dem Umbau

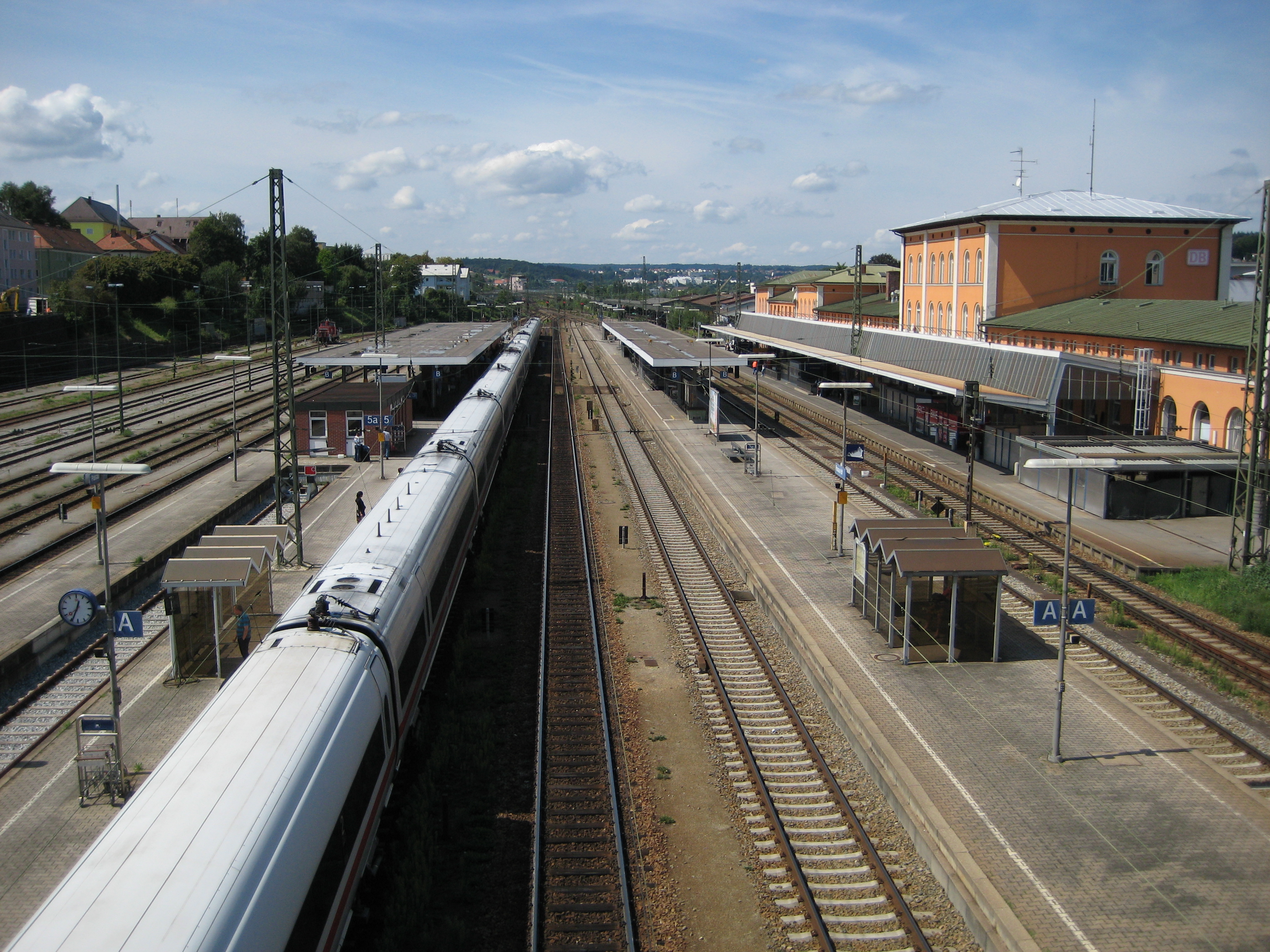
Gleisanlagen vor dem Umbau

Der Hauptbahnhof Passau wurde im Jahre 1860 durch die Actiengesellschaft der bayerischen Ostbahnen errichtet. Er lag damals noch auf dem Gebiet der Gemeinde St. Nikola, die erst 1870 zu Passau kam. Er besitzt sechs Bahnsteiggleise, davon ein Stumpfgleis, und drei Durchgangsgleise. Das ca. 130 m lange Gebäude ist im klassizistischen Stil gebaut. Im Schnitt nutzen ca. 6.500 Fahrgäste pro Tag diesen Bahnhof. Täglich fahren im Schnitt 77 Züge den Bahnhof an. Insgesamt 90 Mitarbeiter beschäftigte die DB AG 2010 am Bahnhof.

## Heutige Verkehrsverbindungen
Der Bahnhof ist heute Halt für ICE- und IC im Fernverkehr und des Nahverkehrs von DB Regio und ÖBB-Personenverkehr sowie des Nachtreiseverkehrs mit Nightjet-Zügen der ÖBB-Personenverkehr.
Es fahren (Stand Dezember 2024) im Zwei-Stunden-Takt ICE-Züge der Linie 91 von Wien über Linz, Frankfurt und Koblenz bis Dortmund (ein Zugpaar über Wuppertal, die anderen Zugpaare über Duisburg) und eines ab Würzburg über Fulda, Kassel und Hannover nach Hamburg-Altona. Außerdem fahren außerhalb des Zweistundentaktes zwei ICE-Zugpaare ab Nürnberg über Coburg, Erfurt und Halle nach Berlin und zeitweise nach Hamburg.
In Tagesrandlage beginnen und enden ICE-Züge der Linie 39 in Passau. Diese verkehren über Nürnberg, Frankfurt und Koblenz weiter über Köln und das Ruhrgebiet nach Hamburg-Altona. Ein Zug dieser Linie endet in Passau aus Dortmund kommend.
Von Passau verkehrt stündlich der Nahverkehr Donau-Isar-Express nach München, über die Rottalbahn nach Mühldorf am Inn sowie über die Passauer Bahn nach Wels und im weiteren Verlauf auch nach Linz.
Im Nachtreiseverkehr hält ein Nightjet-Zugpaar der ÖBB-Personenverkehr in Passau. Dieses verkehrt zwischen Wien und Hamburg bzw. Amsterdam.
Die private Ilztalbahn GmbH fährt seit dem 16. Juli 2011 an Wochenenden zwischen Passau und Freyung mehrere Zugpaare von April bis Oktober.
Seit dem 8. März 2020 verkehrt in Passau täglich ein Zugpaar eines Intercity der Linie 17 nach/von Rostock bzw. Warnemünde. In der Nacht Samstag/Sonntag ist Berlin Start- und Endbahnhof. Aufgrund der von der Westbahn übernommenen Stadler KISS-Wagengarnituren auf der neuen IC-Linie zwischen Dresden und Rostock kommt es zu einer nächtlichen Überführungsfahrt vom Werk in Wien auf die besagte Strecke. Wegen dieser Fahrt profitiert seit März 2020 der Bahnhof Passau um einen weiteren Intercity-Halt.

### Fern- und Regionalverkehr
| Linie/ Zuggattung    | Strecke | Taktfrequenz | Fahrzeugmaterial                                                                                                |
| -------------------- | --- | --- | --- |
| ICE 91               | Dortmund – Bochum – Essen – Duisburg – Düsseldorf – Köln – Bonn – Koblenz – Mainz – Frankfurt Flughafen – Frankfurt – Hanau – Aschaffenburg – Würzburg – | Zweistundentakt ein Zugpaar (ICE 228/ICE 229) verkehrt über Wuppertal ein Zugpaar endet/beginnt in Frankfurt (ICE 20/ICE 21) ein Zugpaar (ICE 90/ICE 91 Donauwalzer) fährt über Kassel-Wilhelmshöhe nach Hamburg und zwei Zugpaare (ICE 92/ICE 93 Berolina und ICE 94/ICE 95 Belvedere) fahren über Erfurt und Halle nach Berlin und zeitweise nach Hamburg | ICE T |
| ICE 91               | Hamburg-Altona – Hamburg Dammtor – Hamburg – Hamburg-Harburg – Hannover – Göttingen – Kassel-Wilhelmshöhe – Fulda – Würzburg – | Zweistundentakt ein Zugpaar (ICE 228/ICE 229) verkehrt über Wuppertal ein Zugpaar endet/beginnt in Frankfurt (ICE 20/ICE 21) ein Zugpaar (ICE 90/ICE 91 Donauwalzer) fährt über Kassel-Wilhelmshöhe nach Hamburg und zwei Zugpaare (ICE 92/ICE 93 Berolina und ICE 94/ICE 95 Belvedere) fahren über Erfurt und Halle nach Berlin und zeitweise nach Hamburg | ICE T |
| ICE 91               | (Hamburg-Altona – Hamburg – Berlin-Spandau –) Berlin – Berlin Südkreuz – Halle – Erfurt – Coburg – | Zweistundentakt ein Zugpaar (ICE 228/ICE 229) verkehrt über Wuppertal ein Zugpaar endet/beginnt in Frankfurt (ICE 20/ICE 21) ein Zugpaar (ICE 90/ICE 91 Donauwalzer) fährt über Kassel-Wilhelmshöhe nach Hamburg und zwei Zugpaare (ICE 92/ICE 93 Berolina und ICE 94/ICE 95 Belvedere) fahren über Erfurt und Halle nach Berlin und zeitweise nach Hamburg | ICE T |
| ICE 91               | – Nürnberg – Regensburg – Plattling – Straubing – Passau – Wels – Linz – St. Pölten – Wien Meidling – Wien | Zweistundentakt ein Zugpaar (ICE 228/ICE 229) verkehrt über Wuppertal ein Zugpaar endet/beginnt in Frankfurt (ICE 20/ICE 21) ein Zugpaar (ICE 90/ICE 91 Donauwalzer) fährt über Kassel-Wilhelmshöhe nach Hamburg und zwei Zugpaare (ICE 92/ICE 93 Berolina und ICE 94/ICE 95 Belvedere) fahren über Erfurt und Halle nach Berlin und zeitweise nach Hamburg | ICE T |
| ICE 39               | Dortmund – Bochum – Essen – Duisburg – Düsseldorf – Köln – Bonn – Koblenz – Mainz – Frankfurt Flughafen – Frankfurt – Hanau – Aschaffenburg – Würzburg – Nürnberg – Regensburg – Plattling – Passau | ein Zug täglich (Dortmund – Passau) | ICE 1 kurz |
| ICE 39               | Passau – Plattling – Straubing – Regensburg – Nürnberg – Würzburg – Aschaffenburg – Hanau – Frankfurt – Frankfurt Flughafen – Mainz – Koblenz – Bonn – Köln – Düsseldorf – Duisburg – Essen – Recklinghausen – Münster – Bremen – Hamburg-Harburg – Hamburg – Hamburg Dammtor – Hamburg-Altona                                                                                  | zwei Züge täglich (Passau – Hamburg), ein Zug täglich (Hamburg – Passau) | ICE 1 kurz |
| IC 17                | Wien – Wien Meidling – St. Pölten – Linz – Wels – Schärding – Passau – Plattling – Straubing – Regensburg – Nürnberg – Fürth – Erlangen – Bamberg – Lichtenfels – Saalfeld – Jena-Göschwitz – Jena Paradies – Naumburg – Halle – Leipzig – Bitterfeld – Wittenberg – Berlin Südkreuz – Berlin – Berlin Gesundbrunnen – Oranienburg – Neustrelitz – Waren – Rostock – Warnemünde | ein Zugpaar Rostock – Warnemünde nur zeitweise, Sa/So bis/ab Berlin Hbf | Stadler KISS |
| NJ                   | Wien – Wien Meidling – St. Pölten – Linz – Passau – Nürnberg | einmal täglich | ÖBB Nightjet |
| NJ                   | – Würzburg – Kassel-Wilhelmshöhe – Göttingen – Hannover – Hamburg | einmal täglich | ÖBB Nightjet |
| NJ                   | – Würzburg – Kassel-Wilhelmshöhe – Hamm – Münster – Deventer – Amersfoort – Amsterdam | einmal täglich | ÖBB Nightjet |
| RE3                  | Donau-Isar-Express Passau – Plattling – Landshut – München | stündlich | Coradia Continental (BR 440), BR 146.2 + Doppelstockwagen, Siemens Desiro HC (BR 1462)                          |
| REX R                | Passau – Wels – Linz/Donau | REX/R abwechselnd im Stundentakt | |
| RB46                 | Passau – Neumarkt-St Veit – Mühldorf (Oberbay) | Stundentakt | BR 628 BR 642                                                                                                   |
| P                    | Ilztalbahn bzw. Untere Waldbahn Passau – Waldkirchen – Freyung | sechs Zugpaare an Wochenenden und Feiertagen von 1. Mai bis Ende Oktober | Stadler Regio-Shuttle RS 1 (BR 650)                                                                             |
| RE50                 | Passau – Regensburg – Neumarkt – Nürnberg | Ein Zugpaar an Wochenenden und Feiertagen April – Oktober | BR 111 bzw. 146+ Doppelstockwagen (bis 2024) BR 442 (bis 2025) Siemens Desiro HC/Mireo (BR 1462/1463) (ab 2025) |
| Stand: 6. April 2025 | | | |

## Ehemalige Verbindungen
Im Bahnhof Passau-Voglau zweigt die inzwischen stillgelegte, jedoch teilreaktivierte Eisenbahnstrecke nach Hauzenberg mit dem Abzweig nach Obernzell ab, die früher bis nach Wegscheid reichte. Die Strecke ist vom Hauptbahnhof der Stadt Passau nur durch Kopfmachen in Passau-Voglau erreichbar. Diese im planmäßigen Personenverkehr seit über 25 Jahren nicht mehr befahrenen Strecke wurde bis zum Jahr 2002 von den Passauer Eisenbahnfreunden mit Sonderzügen sowie von Güterzügen verschiedener Firmen genutzt. Danach wurde die Strecke durch Hochwasserschäden unpassierbar. Für die Strecke gründete sich ein Förderverein, der die Reaktivierung dieser Strecke erreicht hat. Im August 2020 erfolgte die Teilreaktivierung bis zum Haltepunkt Passau-Rosenau, im August 2023 bis zum Bahnhof Passau-Lindau, welcher durch Sonderzüge und Güterzüge angefahren wird.
Da der Bahnhof an der Fernverkehrsmagistrale Frankfurt am Main – Nürnberg – Linz – Wien liegt, verkehrten hier immer sehr viele Fernverkehrszüge, so etwa seit Anfang des Jahrhunderts der Oostende-Wien-Express oder seit den 1960er Jahren der TEE Prinz Eugen zwischen Hamburg und Wien, der seinen Namen später verlor, als ein namenloser IC und danach der ICE Donauwalzer die Leistung übernahm.
Bis Dezember 2014 verkehrte an Samstagen das Intercity-Zugpaar Rottaler Land zwischen Hamburg-Altona und Passau. Kurswagen des Zuges fuhren als Regional-Express weiter über die Rottalbahn bis Mühldorf. Dabei fand im Passauer Hauptbahnhof ein Fahrtrichtungs- und Lokwechsel statt, da die anschließende Strecke nicht elektrifiziert ist.

## Ehemalige Gleisanlagen
Westlich des Hauptpersonenbahnhofes besteht auf dem Gelände des ehemaligen Rangierbahnhofes auch nach dessen Teilrückbau noch ein größerer Güterbahnhof zur Bedienung des grenzüberschreitenden Güterverkehrs Deutschland–Österreich sowie zur Verbindung zum Güterverkehr auf Schiffe, die auf der Donau fahren. Im Osten wurden die verbliebenen Abstellgleise und Lokschuppen im Zuge der Neugestaltung der „Passauer Neuen Mitte“ abgerissen.
Bis in die 1970er-Jahre bestanden Gleisanschlüsse für die Anlagen des Hafens Passau an der Donaulände in der Altstadt und im Winterhafen auf der Racklau.

## Bahnhofsumbau
Seit Längerem war ein barrierefreier Ausbau des Bahnhofs geplant.

### Frühere Pläne
Erste Pläne sahen vor, den Bahnhof von 2008 bis Mitte 2011 für 12,5 Millionen Euro barrierefrei umzubauen. Hiervon sollte Bayern 2 Millionen Euro tragen. Die beiden Inselbahnsteige sowie der Hausbahnsteig sollten einen Aufzug erhalten und der Bahnsteig 5/6 mit dem sogenannten Poststeg verbunden werden, was den Weg zum Zentralen Omnibusbahnhof in der Neuen Mitte deutlich verkürzt hätte. Außerdem sollten der Hausbahnsteig auf 76 cm angehoben und die Unterführung verbreitert werden.
Diese Planungen wurden jedoch im Laufe des Jahres 2008 geändert, da sie dem zeitweise sehr hohen touristischen Personenaufkommen im Bahnhof, vor allem durch Teilnehmer von Donaukreuzfahrten, nicht gerecht geworden wären. Diese Baumaßnahme wurde daraufhin auf Mitte 2010 bis 2012 verschoben und später abgesagt.

### Bauphase
Die Bauleistungen zum barrierefreien Umbau wurden im Juni 2013 europaweit ausgeschrieben. Der symbolische erste Spatenstich wurde Mitte Juli 2013 durchgeführt. Bis zum Frühjahr 2017 sollten insgesamt 21,5 Millionen Euro in den Bahnhof investiert werden. Mitte September 2013 wurden die Maßnahmen der zweiten Bauphase für 12,7 Millionen Euro vergeben.
Im Zuge des Umbaus wurde am Bahnsteig 5/6 das westliche Bahnsteiggleis 6a komplett entfernt, das östliche Bahnsteiggleis 5a wurde um 80 m gekürzt und der Bahnsteig entfiel dort ebenfalls. Der Hausbahnsteig wurde dabei auf einer Länge von 300 m auf eine Bahnsteighöhe von 55 cm angehoben, die beiden Mittelbahnsteige auf einer Länge von 400 m auf 76 cm.

### Fertigstellung
Am 13. Mai 2017 wurde mit einem Bahnhofsfest die Fertigstellung der Bauarbeiten gefeiert.

## Ausblick
Im Dezember 2028 soll ETCS Level 2 „mit Signalen“ im Knoten Passau in Betrieb genommen werden.

## Besonderheiten

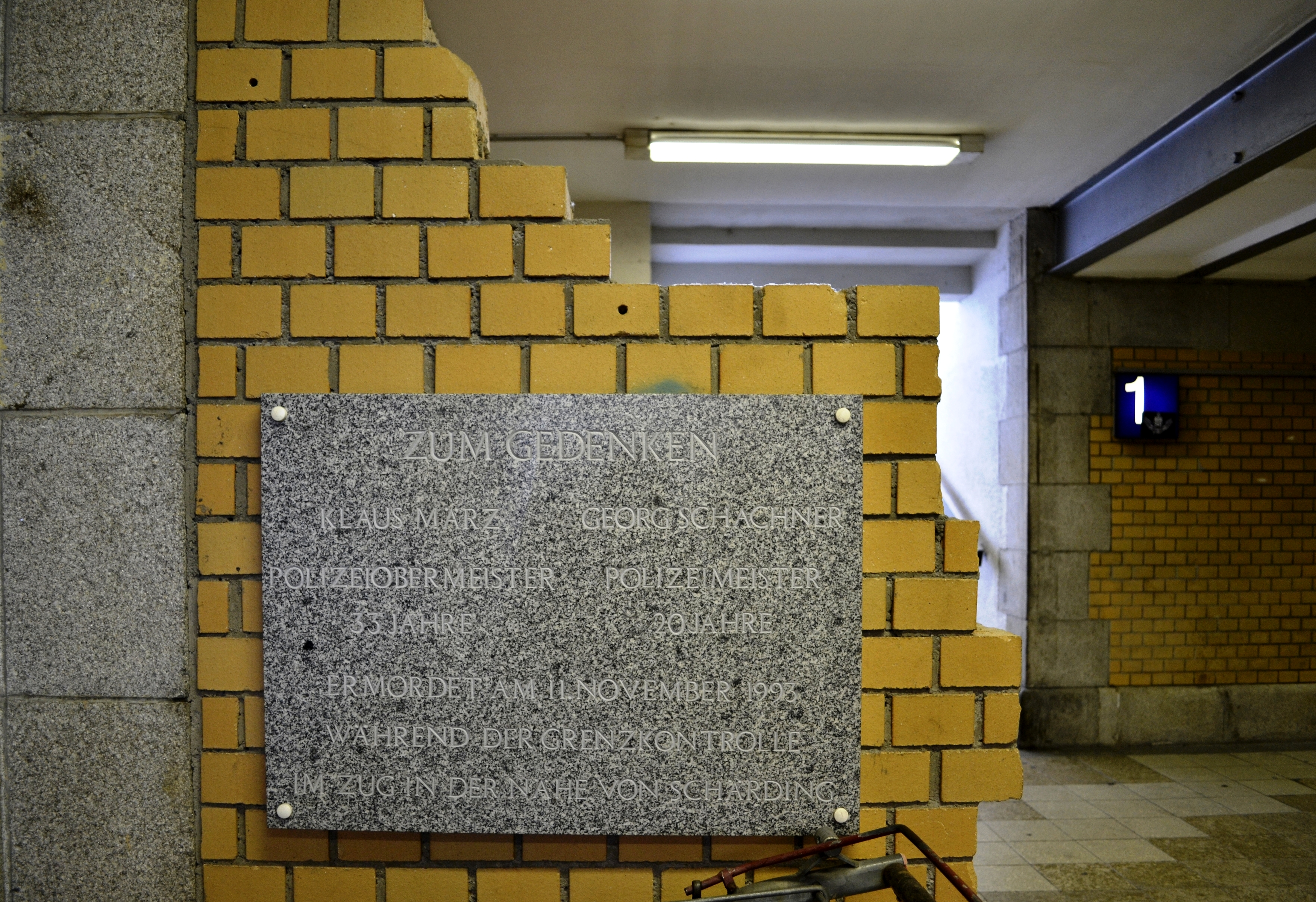
Gedenkstein an die Polizisten März und Schachner und Reste der Mauer

Seit 1951 wurde der Bahnhof von ÖBB und DB gemeinsam als Binnenbahnhof genutzt. Aus diesem Grund gab es zwei durch eine Mauer für die Grenz- und Zollkontrollen getrennte Passagier-Unterführungen unter den Gleisen. Seit dem EU-Beitritt Österreichs im Jahr 1995 und dem damit verbundenen Entfall der Kontrollen wurden diese Tunnel miteinander verbunden und von beiden Seiten zugänglich gemacht. Ein verbliebenes Mauerstück eines Durchgangs trägt eine Gedenktafel für die beiden Polizisten Klaus März und Georg Schachner, die am 11. November 1993 im Intercity von Linz nach Passau nahe Schärding ermordet wurden.
Über den Gleisen stand von 1975 bis 2024 das erste „Brückenpostamt“ Deutschlands.

## Busverkehr
Der Passauer Hauptbahnhof wird ebenfalls von vielen Buslinien, darunter Stadt-, Regional- und Fernbusse angefahren. Die Bushaltestellen sind nur zum Teil barrierefrei.

### Fernbusse
Seit der Marktliberalisierung im Fernbusmarkt wurde der Passauer Hauptbahnhof verstärkt von Fernbussen verschiedener Unternehmen, darunter Meinfernbus/Flixbus, Berlin Linien Bus und Eurolines angefahren.
| Linie       | Strecke | Betreiber |
| ----------- | --- | --------- |
| MFB F34     | Passau Hbf ↔ Regensburg Hbf ↔ Nürnberg ZOB ↔ Würzburg Hbf ↔ Frankfurt (Main) Hbf ↔ Frankfurt Flughafen (Terminal 1) ↔ Köln Nord (Bahnhof Leverkusen Mitte) ↔ Düsseldorf ZOB                                                                               | Flixbus   |
| MFB 041     | Passau Hbf ↔ Deggendorf (↔ Straubing )↔ Regensburg Hbf (↔ Schwandorf ↔ Selb )↔ Hof Hbf ↔ Berlin ZOB | Flixbus   |
| MFB 061/N61 | (Wien Stadion Center ↔ ) Passau Hbf ↔ Deggendorf ↔ Regensburg Hbf ↔ Nürnberg ZOB ↔ Frankfurt (Main) Hbf ↔ Köln Nord (Bahnhof Leverkusen Mitte) ↔ Düsseldorf ZOB ↔ Essen Hbf                                                                               | Flixbus   |
| MFB N91     | (Passau Hbf ↔ Deggendorf ↔ Landshut ↔ München Flughafen ↔ M.-Fröttmaning ↔ ) München Hbf ↔ Augsburg Nord ↔ Stuttgart Flughafen/Messe ↔ Karlsruhe Hbf ↔ Kehl ↔ Strasbourg Place de l’Étoile ↔ Paris (Porte Maillot)                                        | Flixbus   |
| EU 0256     | Hamburg ZOB ↔ Bremen ↔ Hannover ↔ Hildesheim ↔ Göttingen ↔ Kassel ↔ Fulda ↔ Nürnberg ZOB ↔ Regensburg Hbf ↔ Deggendorf ↔ Passau Hbf ↔ Arad ↔ Timișoara ↔ Lugoj ↔ Faret ↔ Deva ↔ Orastie ↔ Sebes ↔ Sibiu ↔ Fagaras ↔ Brasov ↔ Sinaia ↔ Ploiesti ↔ Bukarest | eurolines |

### Regionalbusse
Passau Hbf ist ein zentraler Knotenpunkt der Regionalbusse im Passauer Land. Viele Regionalbuslinien ersetzen die im Laufe der Zeit stillgelegten Bahnstrecken von Passau nach Freyung (Bahnstrecke Passau–Freyung) und nach Hauzenberg/Wegscheid. Somit kommt ihnen für den ÖPNV im südöstlichen Bayerischen Wald eine enorme Bedeutung zu. Vereinzelt enden und beginnen hier auch Fahrten aus dem angrenzenden Oberösterreich.
| Linie | Strecke | Betreiber                          |
| ----- | --- | ---------------------------------- |
| 673   | Passau Hbf ↔ Esternberg ↔ Engelhartszell ↔ Niederranna ↔ Haibach ob der Donau ↔ Hartkirchen ↔ Aschach ↔ Eferding ↔ Linz Hbf | Postbus, OÖVV                      |
| 6101  | Passau Hbf ↔ Obernzell ↔ Jochenstein ↔ Gottsdorf ↔ Breitenberg                                                              | VLP, Regionalbus Ostbayern         |
| 6102  | Passau Hbf ↔ Untergriesbach ↔ Hauzenberg                                                                                    | VLP, Regionalbus Ostbayern         |
| 6103  | Passau Hbf ↔ Kellberg ↔ Hauzenberg                                                                                          | VLP, Regionalbus Ostbayern         |
| 6105  | Passau Hbf ↔ Neuhaus am Inn ↔ Rotthalmünster                                                                                | VLP, Regionalbus Ostbayern         |
| 6106  | Passau Hbf ↔ Neuhaus am Inn ↔ Schärding ↔ Bad Füssing ↔ Hartkirchen                                                         | VLP, Regionalbus Ostbayern         |
| 6107  | Passau Hbf ↔ Bad Füssing ↔ Rotthalmünster ↔ Kößlarn                                                                         | VLP, Regionalbus Ostbayern         |
| 6110  | Passau Hbf ↔ Hutthurm ↔ Waldkirchen ↔ Freyung                                                                               | VLP, Regionalbus Ostbayern         |
| 6113  | Passau Hbf ↔ Tiefenbach ↔ Tittling                                                                                          | VLP, Regionalbus Ostbayern         |
| 6118  | Passau Hbf ↔ Fürsteneck ↔ Perlesreut ↔ Grafenau                                                                             | VLP, Regionalbus Ostbayern         |
| 6120  | Passau Hbf ↔ Vilshofen ↔ Eging am See ↔ Tittling                                                                            | VLP, Regionalbus Ostbayern         |
| 6121  | Passau Hbf ↔ Grafenau/Regen ↔ Zwiesel (Bayern) ↔ Bayerisch Eisenstein                                                       | VLP, Regionalbus Ostbayern         |
| 6122  | Passau Hbf ↔ Waldkirchen ↔ Haidmühle (Anschluss nach Tschechien) ↔ Bischofsreut                                             | VLP, Regionalbus Ostbayern         |
| 6123  | Passau Hbf ↔ Freyung ↔ Philippsreut ↔ Haidmühle (Anschluss nach Tschechien)                                                 | VLP, Regionalbus Ostbayern         |
| 6124  | Passau Hbf ↔ Tittling ↔ Fürstenstein ↔ Eging am See ↔ Schönberg ↔ Riedlhütte                                                | VLP, Regionalbus Ostbayern         |
| 6125  | Passau Hbf ↔ Fürstenzell ↔ Ortenburg ↔ Bad Griesbach                                                                        | VLP, Regionalbus Ostbayern         |
| 6127  | Passau Hbf ↔ Salzweg ↔ Straßkirchen                                                                                         | VLP, Regionalbus Ostbayern         |
| 6129  | Passau Hbf ↔ Ranzing/Kirchberg ↔ Aicha vorm Wald ↔ Nammering/Eging                                                          | VLP, Regionalbus Ostbayern         |
| 6130  | Passau Hbf ↔ Salzweg ↔ Hutthurm ↔ Freyung ↔ Finsterau                                                                       | VLP, Regionalbus Ostbayern         |
| 6131  | Passau Hbf ↔ Salzweg ↔ Büchlberg ↔ Hauzenberg                                                                               | VLP, Regionalbus Ostbayern         |
| 6135  | Passau Hbf ↔ Hutthurm ↔ Kalteneck                                                                                           | VLP, Regionalbus Ostbayern         |
| 6147  | Passau Hbf ↔ Vilshofen ↔ Niederalteich ↔ Hengersberg ↔ Deggendorf                                                           | VLP, Regionalbus Ostbayern         |
| 6148  | Passau Hbf ↔ Vilshofen ↔ Osterhofen ↔ Plattling                                                                             | VLP, Regionalbus Ostbayern         |
| 6173  | Passau Hbf ↔ Jägerwirth ↔ Ortenburg                                                                                         | VLP, Regionalbus Ostbayern         |
| 6181  | Passau Hbf ↔ Tiefenbach | VLP, Regionalbus Ostbayern         |
| 6209  | Passau Hbf ↔ Bad Höhenstadt (Fürstenzell) ↔ Pocking ↔ Pfarrkirchen ↔ Neumarkt St. Veit ↔ Mühldorf am Inn Schulzentrum       | VLP, Regionalbus Ostbayern         |
| 7599  | Passau Hbf ↔ Thyrnau ↔ Hauzenberg ↔ Sonnen ↔ Breitenberg                                                                    | VLP, Regionalbus Ostbayern         |
| 7710  | Passau Hbf ↔ Schönberg ↔ Regen ↔ Bayerisch Eisenstein ↔ Zelézna Ruda (CZ)/Böhmisch Eisenstein                               | VLP, Regionalbus Ostbayern, Arriva |

### Stadtbusverkehr
Bedingt durch seine eher periphere Lage zum Stadtzentrum ist der Hauptbahnhof kein bedeutender Stadtbusknotenpunkt, ihm kommt aber aufgrund der Umsteigemöglichkeiten zum Bahnverkehr und zu den Regional- und Fernbussen dennoch eine gewisse Bedeutung für das Stadtbusnetz der VBP zu. Er wird von folgenden Linien angefahren:
| Linie        | Strecke | Takt                                                                    |
| ------------ | --- | ----------------------------------------------------------------------- |
| 8/9          | Kohlbruck/Erlebnisbad ↔ Klinikum ↔ Universität ↔ ZOB ↔ Hauptbahnhof ↔ Heining ↔ Rittsteig ↔ Königschalding                   | 30 Minuten Mo–Fr (abwechselnd 8 und 9), 30–90 Minuten Sa, 90 Minuten So |
| 10           | ZOB ↔ Hauptbahnhof ↔ Neustift ↔ Schalding rechts der Donau                                                                   | 60 Minuten Mo–So                                                        |
| 11           | ZOB ↔ Hauptbahnhof ↔ Heining ↔ Eichendorffstraße ↔ Senefelderstraße                                                          | Minuten Mo–Fr 30–60 Minuten, Sa 60 Minuten, So 90 Minuten               |
| K4           | ZOB ↔ Hauptbahnhof ↔ Danziger Straße ↔ Neustift ↔ Haus Waldesruh ↔ Sperrwies                                                 | 60 Minuten Mo–Fr, wochenends einzelne Fahrten                           |
| CITY         | Parkhaus Bahnhofstraße ↔ Hauptbahnhof ↔ ZOB ↔ Domplatz ↔ Römerplatz                                                          | 15-30 Minuten (Mo–Fr), 30 Minuten (Sa), Sonntags kein Betrieb           |
| 78           | ZOB ↔ Hauptbahnhof ↔ Heining ↔ Neustift ↔ Rittsteig ↔ Schalding rechts der Donau                                             | Abendverkehr, einzelne Fahrten                                          |
| 79           | ZOB ↔ Danziger Straße ↔ Neustift Eichetstraße ↔ Heining ↔ Hauptbahnhof ↔ ZOB                                                 | Abendverkehr, einzelne Fahrten                                          |
| Nachtexpress | ZOB ↔ Hauptbahnhof ↔ Heining ↔ Neustift ↔ Eichetstraße ↔ Carossastraße ↔ Gionstraße ↔ Schalding rechts der Donau ↔ Vilshofen | eine Fahrt an Wochenendnächten um 0.30 Uhr                              |
| AST          | Anrufsammeltaxi während der nächtlichen Betriebspause besteht an der Bushaltestelle Zugangsmöglichkeit zum AST               | stündlich zwischen 21 und 3 Uhr                                         |

Zu den übrigen Buslinien der VBP besteht Anschluss am ZOB, welcher vom Hauptbahnhof etwa 200 m entfernt liegt.

### Sonderlinien
Zu den Verkehrsspitzen im Schülerverkehr wird der Passauer Hauptbahnhof von vielen Sonderlinien (in Passau als „E“ beschildert) angefahren. Von dort sind morgens alle weiterführenden Schulen zu erreichen, mittags steuern die Busse den Hauptbahnhof in umgekehrter Richtung an.

### Weiterführende Informationen
Zu weiterführenden Informationen zum Busverkehr am Passauer Hauptbahnhof siehe auch den Übersichtsplan der VLP sowie den Eintrag im Passauer Regiowiki.